# Žrnovnica (rijeka)
Žrnovnica, hrvatska rijeka koja izvire u podnožju Mosora i u svom kratkom toku protječe Splitsko-dalmatinskom županijom. Ukupna je duljina rijeke 4800 metara.

## Opis
Žrnovnica je krška rijeka bržeg toka s manjim slapovima i dosta brzaca. Teče kroz istoimeno mjesto i ulijeva se u more svega nekoliko kilometara od Splita u smjeru Omiša. 
U svom gornjem toku Žrnovnica prolazi kroz kanjon koji je slabo dostupan ljudima, pa je zato taj dio najočuvaniji. Donjim dijelom obale rijeke napravljena je šetnica, a ostatak obale obrastao je vrbom i smokvom s malo vodene vegetacije. 
U gornjem dijelu, uz najzastupljeniju kalifornijsku pastrvu i jegulju, živi i jako ugrožena mekousna pastrva solinka (Salmothymus obtusirostris salonitana).  Donji dio rijeke je nepovoljan za život mekousne pastrve, ali zato ima dobru populaciju jegulje i kalifornijske pastrve. 
Mekousna pastrva solinka je posebnost rijeke Žrnovnice jer je ona, uz rijeku Jadro, posljednje stanište ovom našem ugroženom endemu.

## Vanjske poveznice
|  | Zajednički poslužitelj ima još gradiva o temi Žrnovnica (rijeka) |